# Trichardis mongolica
Trichardis mongolica là một loài ruồi trong họ Asilidae. Trichardis mongolica được Richter miêu tả năm 1972. Loài này phân bố ở vùng Cổ Bắc giới và châu Á.